# Iso Ristisaari (ö i Norra Karelen)
Iso Ristisaari är en ö i Finland. Den ligger i sjön Pielisjärvi och i kommunen Lieksa i den ekonomiska regionen  Pielinen-Karelen  och landskapet Norra Karelen, i den östra delen av landet, 400 km nordost om huvudstaden Helsingfors. Öns area är 4,46 kvadratkilometer och dess största längd är 3,4 kilometer i sydöst-nordvästlig riktning.